# Claude Aubriet
Claude Aubriet est un peintre français, d'art mais aussi d'histoire naturelle, né en 1665 ou 1651 à Châlons-en-Champagne ou à Moncetz, et mort à Paris le 3 décembre 1742.

## Biographie
De 1700 à 1702, il accompagne Joseph Pitton de Tournefort (1656-1708) au Levant et effectue les dessins de ses Éléments de botanique et les figures de son Voyage. Il avait déjà illustré en 1694 pour Tournefort ses Éléments de botanique ou méthode pour connaître les plantes en trois volumes.
En 1707, il succède à Jean Joubert (1643–1707) comme peintre du Jardin du roi et continue la collection de dessins de plantes sur vélin commencée par Nicolas Robert (1614–1685).
Dans quelques ouvrages, il a comme collaboratrice Madeleine-Françoise Basseporte (1701-1780), qui lui succède à sa retraite en 1735.
Le botaniste Michel Adanson a donné en son honneur le nom d'Aubrieta (aubriète) à une petite fleur crucifère ornementale de la famille des brassicacées, aux pétales violets ou pourpres, originaire d'Asie mineure.

## Œuvres

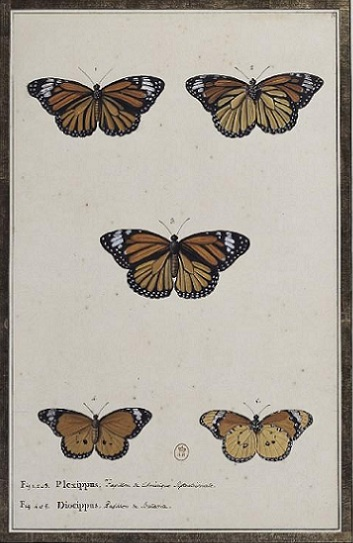
Deux papillons dessinés par Claude Aubriet.

Parmi les botanistes célèbres avec qui Aubriet a collaboré, on compte Tournefort et Sébastien Vaillant :
- (la) Joseph Pitton de Tournefort, Institutiones rei herbariaeVoir par exemple le deuxième tome, troisième édition (augmentée par Antoine de Jussieu) des Institutiones sur Gallica, Paris, Imprimerie royale, 1719
- (la) Sébastien Vaillant, Botanicon Parisense : Dénombrement par ordre alphabétique des plantes qui se trouvent aux environs de Paris, planches sur Google Livres, Leyde et Amsterdam, Jean & Herman Verbeek et Balthazar Lakeman, 1727

De nombreux recueils d'Aubriet nous sont parvenus : 
- Recueil de plantes, fleurs, fruits, oiseaux, insectes et coquillages, etc. peint en miniature sur vélin ;
- Papillons plantes et fleurs ;
- Plantes peintes à la gouache ;
- Recueil d'oiseaux ;
- Collection d'aquarelles, 7 p.[4] ;
- Plantes peintes en miniature[5].
- Recueil de Papillons, Oiseaux et Poissons de différentes espèces, tant de France que des Pays étrangers.

## Divers
- Une rue de Châlons-en-Champagne porte son nom.